# Ike Nienhuis
Ike Nienhuis  of Ilktje Nienhuis (Makkinga, 1921 - Assen, 28 januari 2001) was een Friese kortebaanschaatsster uit Makkinga. 
Ze werd driemaal achtereen kampioene van Friesland en ook Nederlands kampioen kortebaanschaatsen 1946-1948. Ze won in totaal 12 kampioenschappen in de twintig jaar dat ze in de baan kwam (1937-1957). In 1999 behoorde ze tot de genomineerden voor "Schaatsster van de Eeuw" naast Martha Wieringa, Klasina Seinstra en Tonny de Jong en de latere winnares van deze titel, Atje Keulen-Deelstra.

## Uitslagen
| Jaar | Plaats     | Kampioenschap |
| ---- | ---------- | ------------- |
| 1946 | Leeuwarden | NK Kortebaan  |
| 1947 | Grouw      | NK Kortebaan  |
| 1948 | Heerenveen | NK Kortebaan  |